# Steamboat Willie
Steamboat Willie  (Brasil: O Vapor Willie) é um curta-metragem em preto e branco da Walt Disney Studios de 1928 estrelado por Mickey Mouse, dirigido por Walt Disney e Ub Iwerks. Foi produzido em preto e branco pelo Walt Disney Studios e foi lançado por Pat Powers, sob o nome de Celebrity Productions. Este desenho animado é considerado a estreia de Mickey e Minnie Mouse, embora ambos os personagens tenham aparecido vários meses antes em uma exibição de teste de Plane Crazy. Steamboat Willie foi o terceiro filme do Mickey a ser produzido, mas foi o primeiro a ser distribuído, porque a Disney, tendo visto The Jazz Singer, havia se comprometido a produzir um dos primeiros desenhos animados sonoros totalmente sincronizados. Steamboat Willie é especialmente notável por ser um dos primeiros desenhos animados com som sincronizado bem como um dos primeiros desenhos animados a apresentar uma trilha sonora totalmente pós-produzida o que o distinguiu dos desenhos animados sonoros anteriores, como Song Car-Tunes do Inkwell Studios (1924–1926), My Old Kentucky Home (1926) e Dinner Time do Van Beuren Studios (1928).
A música feita para Steamboat Willie é de autoria de Wilfred Jackson e Bert Lewis, e inclui canções como "Steamboat Bill", uma composição popularizada pelo barítono Arthur Collins durante a década de 1910 e a canção popular do século XIX, "Turkey in the Straw". O título do filme pode ser uma paródia do filme Steamboat Bill, Jr. (1928), de Buster Keaton, sendo que este é uma referência a música de Collins. A Disney performou todas as vozes do filme, embora haja pouco diálogo inteligível.
O filme foi amplamente aclamado pela crítica, não apenas por apresentar um dos personagens de desenhos animados mais populares do mundo, mas também por sua inovação técnica. Profissionais da área de animação ranquearam Steamboat Willie como o décimo-terceiro maior desenho animado de todos os tempos no livro The 50 Greatest Cartoons, de 1994, e em 1998, o filme foi selecionado pela Biblioteca do Congresso dos Estados Unidos para preservação no National Film Registry. O desenho entrou em domínio público nos Estados Unidos em 1 de janeiro de 2024.

## Enredo
A história é sobre as peripécias de Mickey como ajudante do navio a vapor "Willie" que sonha em ser o capitão (Bafo de Onça). Ambos chegam ao porto e pegam uma vaca. Minnie tenta apanhar o navio, mas esse já tinha partido. Com o auxílio de um gancho, Mickey a puxa para bordo. Minnie deixa cair uns livros de música e o bode os come. Logo o bode começa a tocar música, enquanto Minnie roda a cauda dele. Mickey começa a tocar outros animais como instrumentos. Mas chega o comandante e coloca Mickey para cortar batatas e um papagaio zomba dele.

## Direitos autorais
Antes de sua entrada em domínio público, o filme foi centro de uma variedade de controvérsias em relação a direitos autorais. Seus direitos autorais foram estendidos por vários atos do Congresso dos Estados Unidos. Como os direitos autorais foram registrados em 1928, três dias após seu lançamento inicial, foi estendido por mais de meio século.

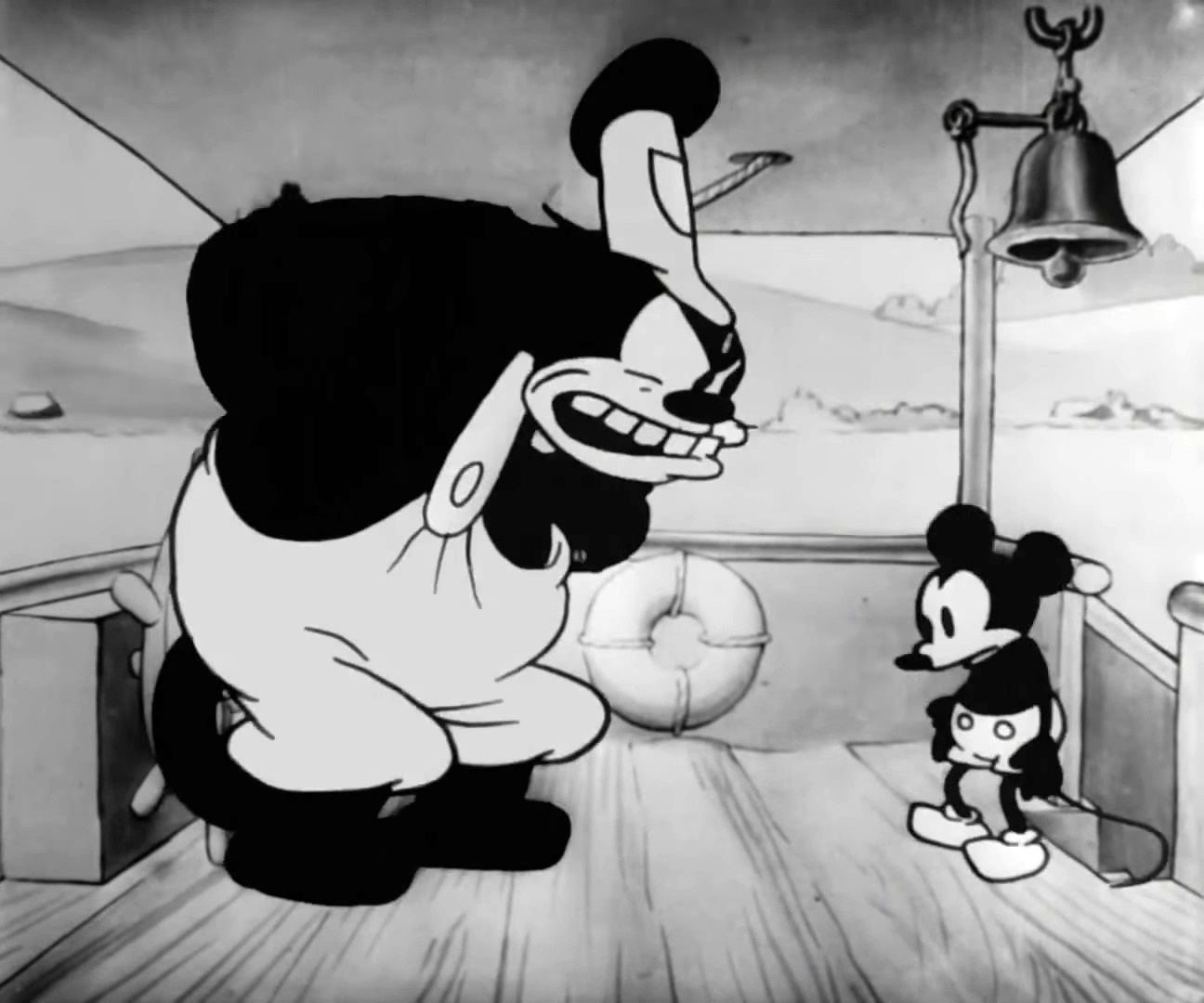
Pete (à esquerda) confronta Mickey (à direita) na ponte do barco a vapor.

Steamboat Willie poderia ter entrado no domínio público em quatro anos diferentes: primeiro em 1955, ponto em que foi renovado para 1986, mas antes foi estendido novamente até 2003 pela Lei de Direitos Autorais de 1976 e, finalmente, até 2023 pela Lei de Extensão do Prazo de Direitos Autorais de 1998 (também conhecida pejorativamente como "Lei de Proteção do Mickey Mouse"). Foi alegado que essas extensões foram uma resposta do Congresso ao amplo lobby da Walt Disney Company.
Steamboat Willie entrou no domínio público em 1 de janeiro de 2024. No entanto, o personagem Mickey Mouse ainda é marca registrada da Disney, e obras posteriores que apresentam Mickey Mouse continuam sob proteção de direitos autorais até o momento.